# Mrs. Temple's Telegram
Mrs. Temple's Telegram er en amerikansk stumfilm fra 1920 af James Cruze.

## Medvirkende
- Bryant Washburn som Jack Temple
- Wanda Hawley som Mrs. Clara Temple
- Carmen Phillips som Pauline
- Walter Hiers som Frank Fuller
- Sylvia Ashton som Mrs. Fuller
- Leo White som John Brown
- Anne Schaefer som Mrs. Brown
- Edward Jobson som Wigson